# Phare de När
Le phare de När (en suédois : Närs fyr) est un phare situé sur l'île de Nâr, appartenant à l'unique commune de Gotland, dans le Comté de Gotland (Suède).
Le phare de När est inscrit au répertoire des sites et monuments historiques par la Direction nationale du patrimoine de Suède .

## Histoire
När est une petite île sur la côte sud-est de Gotland. Le phare, construit en 1872, a été érigé sur un promontoire. L'île se situe à 13 km à l'est de Ronehamn (en). C'est une réserve naturelle.
Le phare, fonctionnant d'abord avec une lampe au kérosène a été électrifié et automatisé en 1961. Sa lentille de Fresnel de 3e ordre d'origine a été remplacée en 1961 par une lentille rotative.

## Description
Le phare  est une tour cylindrique en fonte de 16,3 mètres de haut, avec une galerie et une lanterne. Le phare est peint en blanc avec trois larges bandes rouges et le dôme de la lanterne est gris.Son feu à occultations  émet, à une hauteur focale de 20,6 mètres, deux longs éclats (blanc et rouge) selon différents secteurs toutes les 15 secondes. Sa portée nominale est de 16.5 milles nautiques (environ 31 km) pour le feu blanc et 13.5 milles nautiques (environ 25 km) pour le feu rouge.
Identifiant : ARLHS : SWE-049 ; SV-4190 - Amirauté : C7200 - NGA : 9928 .

## Caractéristique dufeu maritime
Fréquence : 8 secondes (W-R)
- Lumière : 6 secondes
- Obscurité : 2 secondes

|          |
| Le phare |

|              |
| L'île de När |

### Lien connexe
- Liste des phares de Suède